# Metro de Rennes
El metro de Rennes es una red de ferrocarril metropolitano que da servicio a la ciudad francesa de Rennes y a su área metropolitana. La red de comprende dos líneas, A y B, de metro automático del tipo Vehículo Automático Ligero (VAL) de Siemens Transportation Systems. La línea A, inaugurada el 15 de marzo de 2002, de orientación general noroeste/sudeste, de 9,4 km de longitud que comprende 15 estaciones, de las cuales 13 son subterráneas, yendo de La Poterie al sur a JF Kennedy al norte pasando por la estación SNCF. La estación La Poterie y los viaductos de la línea han sido diseñados sobre todo por Norman Foster. La línea B fue inaugurada el 22 de septiembre de 2022.

## La red
El sistema se dirige por un puesto de comando centralizado (PCC) en el cual están cuatro personas siempre presentes, se sitúa cerca de Chantepie. Se han instalado 120 cámaras de vigilancia en las estaciones de metro y sus inmediaciones.
El horario del servicio es de 5:20 h a 0:40 h con una frecuencia de 3 a 7 min (2 min 35 en las horas punta) con una velocidad media de 32 km/h. El recorrido total de Kennedy a La Poterie dura 16 min. Se ha cuidado mucho la accesibilidad, sobre, gracias a la colocación de ascensores en todas las estaciones.
El material, del tipo VAL 208, está compuesto de 16 trenes de dos vagones, de un peso de 28 toneladas y de una longitud de 26 m, que ofrecen como máximo 158 plazas (108 de pie y 50 sentadas). 
La frecuentación media prevista es de 73.000 trayectos al día, en octubre de 2002 superó los 100.000, y las proyecciones la sitúan en 150.000 en los próximos años, generando una cierta saturación a las horas punta.
La explotación y el mantenimiento de la línea corren a cargo de la STUR (Société des Transports Urbains Rennais), empresa filial del grupo Keolis (grupo SNCF). La plantilla de la empresa es de un centenar de personas.
La autoridad responsable es Rennes-Métropole, comunidad de aglomeración que incluye 37 municipios.
La construcción de la línea fue llevada a cabo por la SEMTCAR (Société d’Économie Mixte des Transports Collectifs de l’Agglomération Rennaise, grupo Transdev-Caisse des Dépôts et Consignations).
Las obras comenzaron el 7 de enero de 1997 y duraron cinco años. El coste global del proyecto se elevó finalmente a 2.942.000 millones de francos (valor de 1995), aproximadamente 449 millones de euros. Se ha beneficiado de una subvención del Estado de 385 millones de francos y de un préstamo de mil millones de francos del BEI (Banco europeo de inversiones).

## Estaciones
1. J.F. Kennedy (Línea A)
2. Villejean-Université (Línea A)
3. Pontchaillou (Línea A)
4. Anatole France (Línea A)
5. Ste-Anne (Líneas A - B)
6. République (Línea A)
7. Charles de Gaulle (Línea A)
8. Gares (Líneas A - B)
9. Jacques Cartier (Línea A)
10. Clemenceau (Línea A)
11. Henri Fréville (Línea A)
12. Italie (Línea A)
13. Triangle (Línea A)
14. Blosne (Línea A)
15. La Poterie (Línea A)
16. Saint-Jacques-Gaité (Línea B)
17. La Courrouze (Línea B)
18. Cleunay (Línea B)
19. Mabilais (Línea B)
20. Colombier (Línea B)
21. Saint-Germain (Línea B)
22. Jules Ferry (Línea B)
23. Gros-Chêne (Línea B)
24. Les Gayeulles (Línea B)
25. Joliot-Curie-Chateaubriand (Línea B)
26. Beaulieu-Université (Línea B)
27. Atalante (Línea B)
28. Cesson-Viasilva (Línea B)